# عمراوة (إربد)
عمراوة قرية أردنية في شمال المملكة تتبع لواء الرمثا ضمن محافظة إربد. وعدد سكانها 12,000 نسمة وهي تقع على الحدود السورية. ولان أراضيها خصبة يعمل سكانها بالزراعة وخصوصا البصل. تجاور القرية سد الوحدة وهي إلى هذة اللحظة لم تستفد من مياهه. يفصل بينها وبين لواء بني كنانة وادي الشلالة ،تحدها من جهة الغرب قرية الذنيبة ومن الجنوب الشجرة ومن الشرق والشمال سوريا. حيث يفصلها عن سوريا نهر اليرموك الذي يغذي سد الوحدة. تشتهر بزراعة الزيتون والقمح والعدس.

## الزراعة
تشتهر قرية عمراوة بالزراعة، حيث تمتد أراضيها امتدادا واسعا، وتتسم بالخصوبة وأنها أراضٍ سهليّة، ويهتم سكّان عمراوة بزراعة القمح، والشعير، والعدس، والقثّاء، والبصل، والمزروعات الصيفية.

## النقاط الحدودية
يحد عمراوة من الشرق والشمال محافظة درعا، وترتكز مجموعة من النقاط العسكرية على هذه الحدود، وبسبب قرب عمراوة من المنطقة الحدودية؛ فأهالي عمراوة مذعورون لسماع أصوات الانفجارات والقذائف التي تستمر في ساعات النهار والليل، وأحيانا ترتجف أرض عمراوة، وتفتح أبوابها من شدّة الانفجارات، وقد كان هذا الأمر موجودا بكثرة منذ بداية الثورة السورية، ولكن مع مرور الأيام وسيطرة الجيش الحر بدأت الانفجارات تخف .

## المدارس
تحتوي عمراوة على ثلاث مدارس حكومية، وهي:
- مدرسة البنات الشاملة، وتقع شرق عمراوة.
- مدرسة الذكور الشاملة، وتقع شرقا.
- المدرسة الأساسية للصف الثالث الابتدائي، وتقع شرقا.

## المركز الصحي
يقع المركز الصحي في بداية عمراوة من جهة الشجرة، أي جنوب القرية، ويقدم المركز الصحي مجموعة من الخدمات الصحية، ومنها صرف الأدوية خصوصا البنادول والكبسولات والريفانين.[بحاجة لمصدر]

## النادي الثقافي
يوجد في عمراوة نادٍ ثقافي، مركز قرآن، جمعية خيرية.

## المساجد
يوجد في عمراوة ثلاثة مساجد:
الأوّل: في جنوب عمراوة.
الثاني: في وسط البلد.
الثالث: الجامع الغربي.